# 阿奇博尔德·沃登
阿奇博尔德·沃登（英語：Archibald Warden，1869年5月11日—1943年10月7日），英国男子网球运动员。他曾参加1900年夏季奥林匹克运动会网球比赛，联同黑德维希·罗森鲍莫娃获得混合双打铜牌。